# Геммен
Геммен (нід. Hemmen) — село в нідерландській провінції Гелдерланд. Входить до муніципалітету Овербетюве.
Його площа становить 2,43км², а населення станом на 2021 рік складало 175 осіб.
Перша згадка про населений пункт датується 1327-им роком.
До 1955 року мало статус окремого муніципалітету.

## Галерея

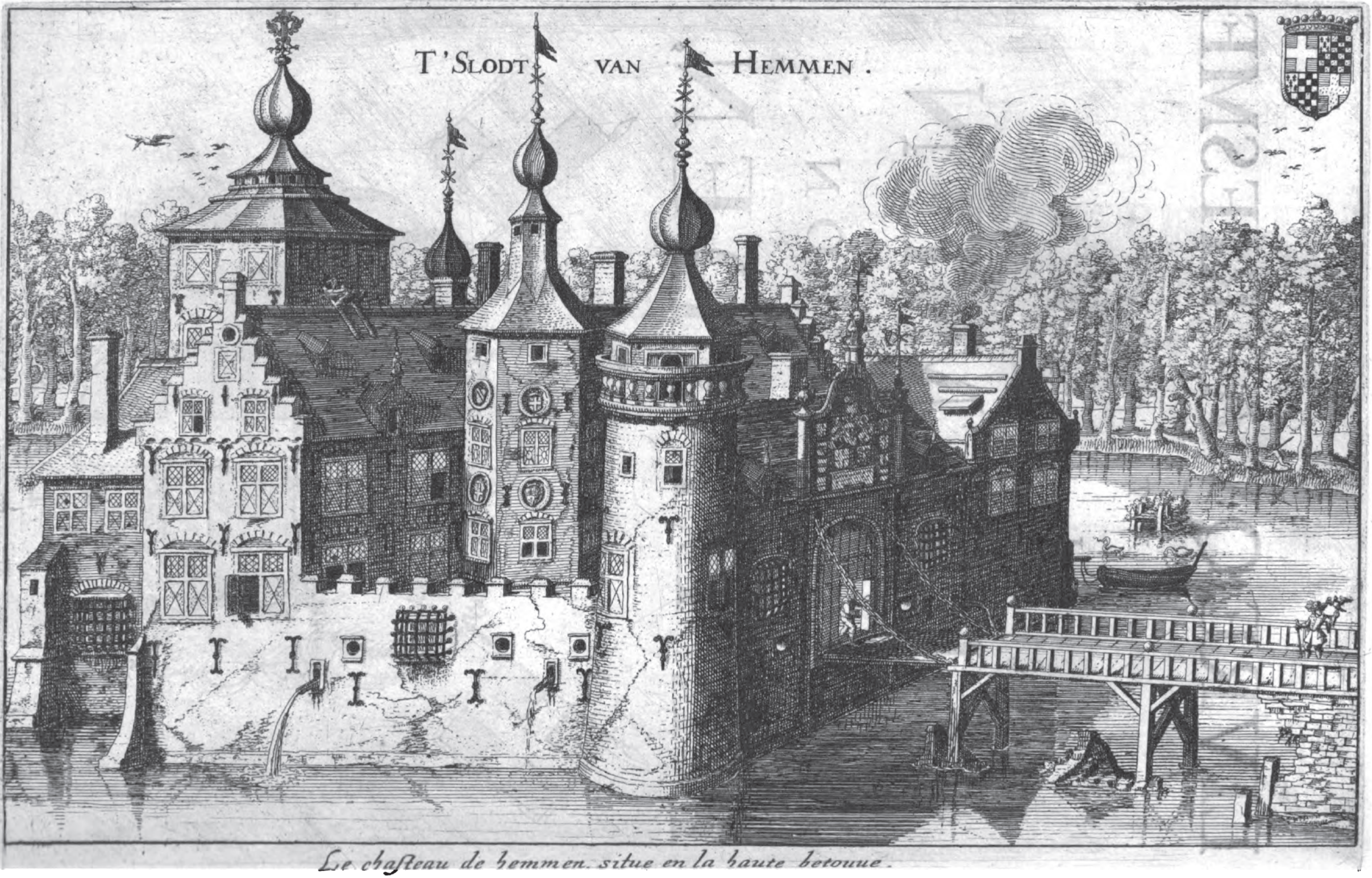
Замок Геммен
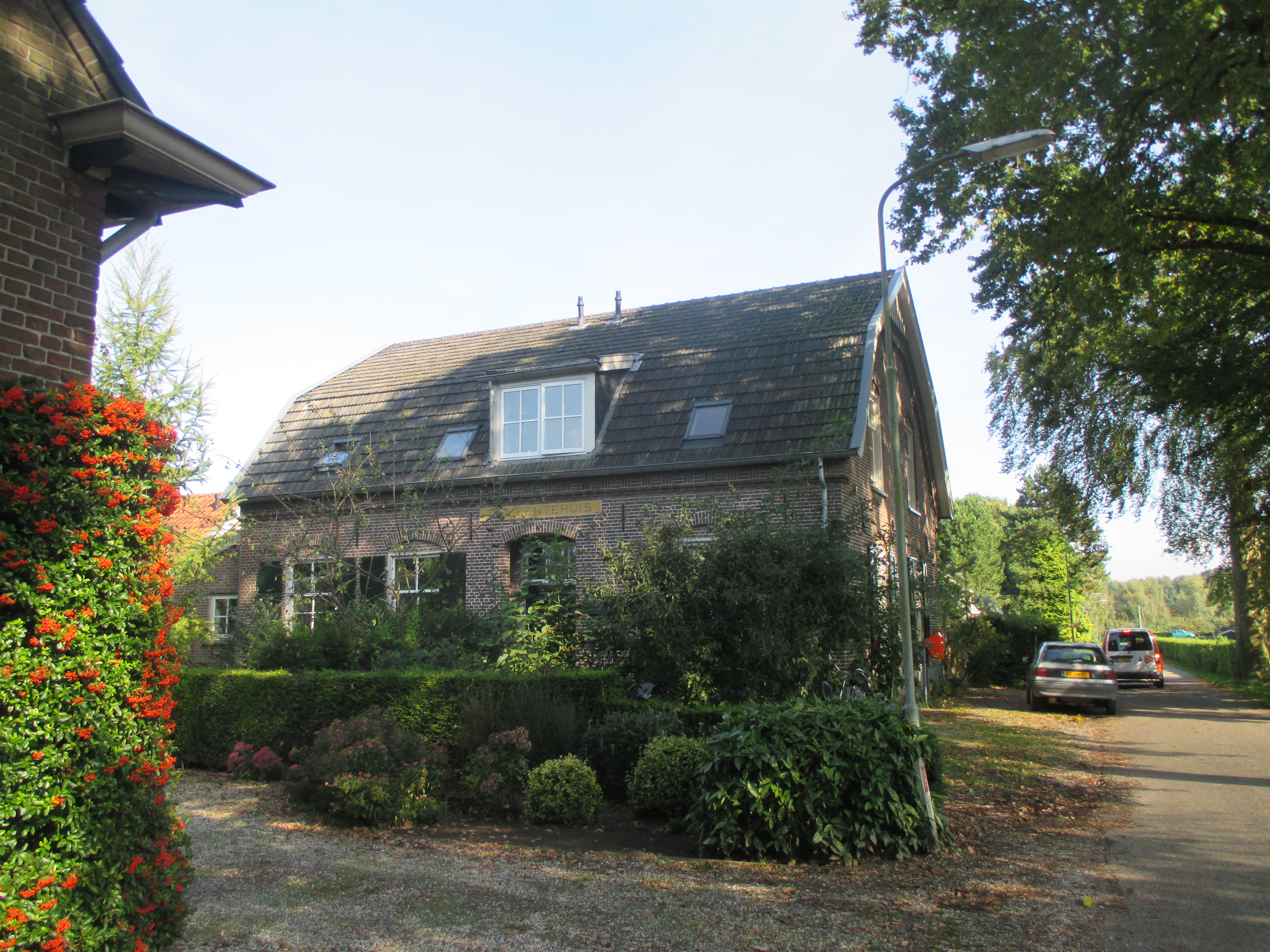
Будівля колишньої мерії
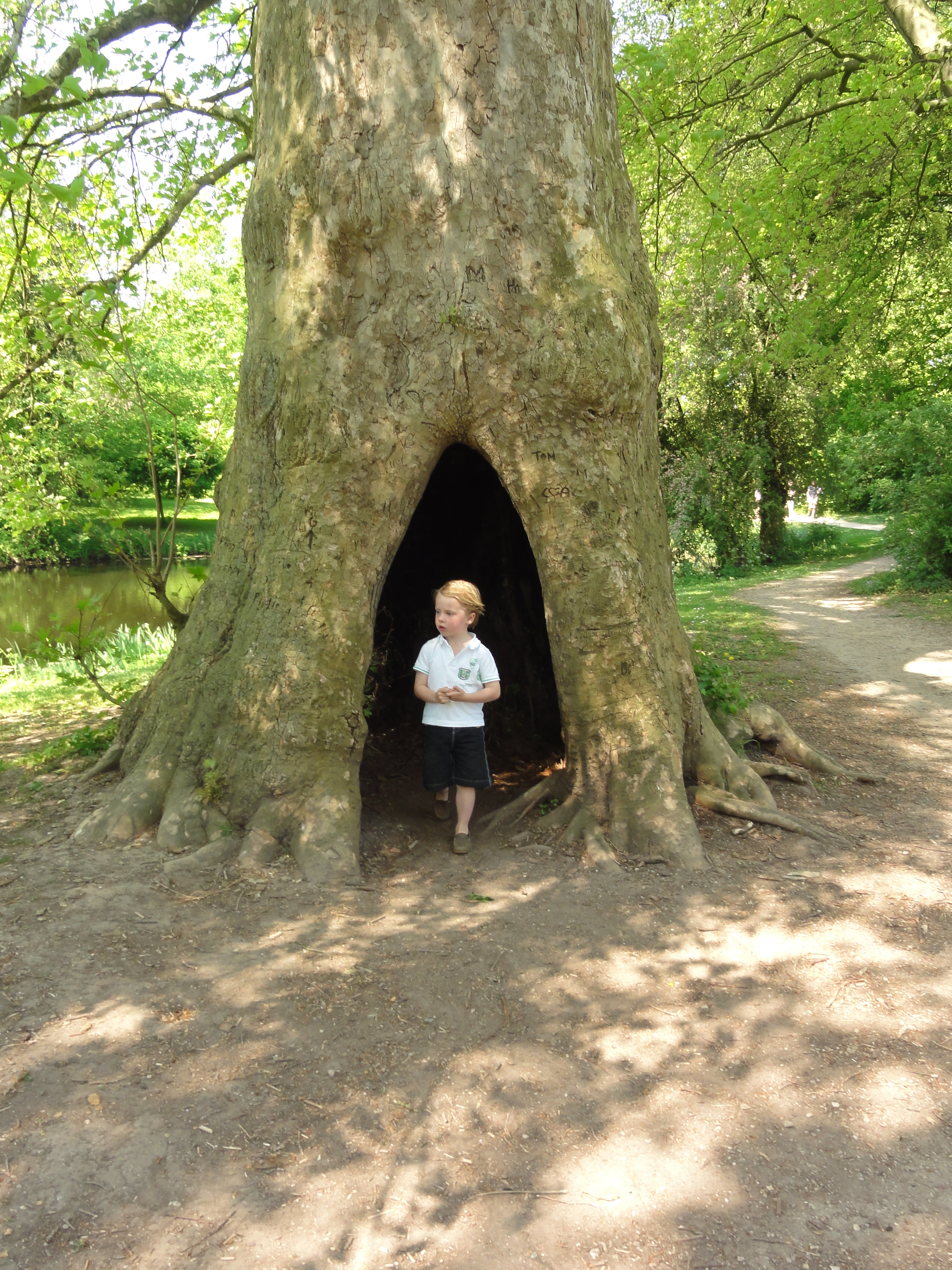
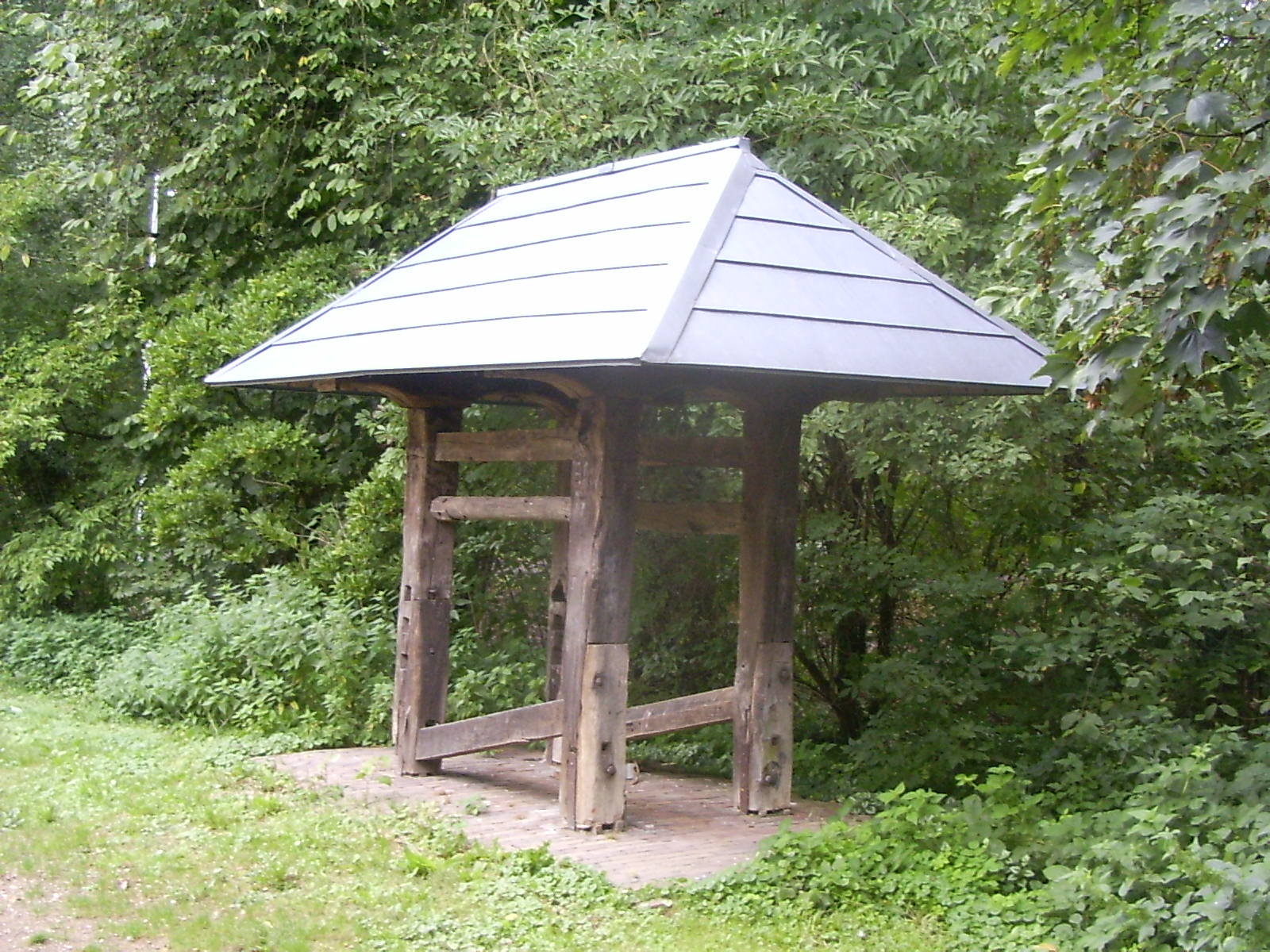